# سفارة دولة فلسطين لدى البحرين
سفارة دولة فلسطين لدى البحرين هي الممثلية الدبلوماسية العُليا لدولة فلسطين لدى البحرين. تقع السفارة في منطقة أم الحصم في المنامة.